# Vicomté d'Àger
Pour les articles homonymes, voir Ager.
1094–1413
La vicomté d'Àger était une juridiction féodale créée en 1094 et souvent associée au comté d'Urgell.

## Liste des vicomtes
- Gérard Ier du Bas Urgell et II de Gérone (es) 1094-1132 (vicomte d'Àger avant 1132)
- Ponç Ier d'Àger et II de Cabrera et de Gérone (en) (fils, associé 1122-1131) 1131-1145
- Gérard II d'Àger et III de Cabrera (en) 1145-1161
- Ponç II d'Àger et III de Cabrera (ca) 1161-1199
- Gérard III d'Àger et IV de Cabrera (en) 1199-1229
- Ponç III d'Àger, IV de Cabrera et Ier d'Urgell (en) 1229-1243 (comte d'Urgell)
- Ermengol Ier (en), 1243 (comte d'Urgell)
- Àlvar I (en) 1243-1267 (comte d'Urgell)
- Ermengol II 1267-1268 (comte d'Urgell)
- Àlvar II (ca) 1268-1299
- Ermengol II 1299-1314 (pour la deuxième fois)
- Thérèse d'Entença 1314 (comtesse d'Urgell)
- Alphonse Ier le Bénin 1314-1336 (comte-roi d'Aragon)
- Jacques Ier (en) 1336-1347 (comte d'Urgell)
- Pierre Ier (en) 1347-1408 (comte d'Urgell)
- Jacques II 1408-1413 (comte d'Urgell)
- Incorporé aux titres de la couronne d'Aragon en 1413.